# Procuración del Tesoro de la Nación
La Procuración del Tesoro de la Nación es un organismo desconcentrado del Poder Ejecutivo de la República Argentina, quienes dirigen el cuerpo de abogados del Estado argentino, brindan asesoramiento jurídico y representan y defienden al Estado en los juicios. Su estructura administrativa y presupuesto están contenidos en la estructura y presupuesto del Ministerio de Justicia de la Nación. El actual procurador es, desde 2025, el Dr. Santiago Castro Videla. 
Es el órgano superior del Cuerpo de Abogados del Estado; los servicios jurídicos de cada Ministerio y ente de la Administración Pública nacional (generalmente constituidos como Dirección General Legal y Técnica), si bien responden jerárquicamente a la autoridad de la dependencia en cuestión (por ejemplo, al ministro), deben observar y respetar las normas y criterios que emanan de la Procuración del Tesoro.
Los funcionarios y empleados de la Procuración del Tesoro integran la planta de personal del Ministerio de Justicia de la Nación y tienen relación jerárquica y dependencia funcional con el Procurador del Tesoro.
Conforme a la Ley 24.667 el Procurador del Tesoro de la Nación, depende directamente del Presidente de la Nación. Tiene jerarquía equivalente a la de los Ministros del Poder Ejecutivo y ejerce sus competencias con independencia técnica.
Los Subprocuradores del Tesoro de la Nación, tienen jerarquía equivalente a la de los Secretarios del Poder Ejecutivo, actúan en el ámbito de la Procuración del Tesoro y ejercen las competencias que les otorguen las leyes y reglamentos y las que les delegue el Procurador del Tesoro de la Nación.

## Competencias y Funciones
1- Brindar asesoramiento jurídico al Poder Ejecutivo Nacional y organismos dependientes. 
2- Asumir la representación y defensa del Estado Nacional en juicio. Dirigir al Cuerpo de Abogados del Estado. 
3- Instruir investigaciones y sumarios administrativos en los casos previstos por el ordenamiento jurídico y cuando así lo disponga el Poder Ejecutivo Nacional.
4- Registrar y auditar los juicios en los que el Estado Nacional sea parte. 
5- Atender las necesidades de capacitación superior del Cuerpo de Abogados del Estado.

## Divisiones
Procurador del Tesoro de la Nación: Santiago Castro Videla
Subprocurador del Tesoro de la Nación: Dr. Marcos Sebastián Serrano
Subprocurador del Tesoro de la Nación: Dr. Andrés de la Cruz

### Dirección Nacional de Auditoría
Titular: Dr. Leandro Chillier
La Dirección Nacional de Auditoría y Registro audita los procesos judiciales en que el Estado Nacional o sus entes son parte o tienen un interés comprometido. Administra el denominado Sistema Informático Único de Gestión Judicial (SI.GE.J.), de uso obligatorio para todos los integrantes del Sector Público Nacional (Decreto Nº 1116/2000).

### Dirección Nacional de Asuntos Judiciales
Titular: Dra. María Fernanda Arcuri
La Dirección Nacional de Asuntos Judiciales,  asumió la defensa y representación del Estado en los juicios cuyo manejo le encomienda el Poder Ejecutivo Nacional en cuestiones de trascendencia económica e institucional. Se trata, en su mayoría, de juicios relacionados con la materia contencioso administrativa o civil y comercial federal. En algunos casos se refiere a materia penal, cuando el PEN dispone expresamente que tome intervención en causas penales y/o persiga reparaciones patrimoniales por los daños causados al Estado nacional (AMIA y AA).[cita requerida]

### Dirección Nacional de Dictámenes
Titular: 
Tiene a su cargo sentar, a través de sus dictámenes, doctrina uniforme y obligatoria para los servicios jurídicos que integran el Cuerpo de Abogados del Estado, en cuestiones jurídicas controvertidas; a la vez, asesorar, como oficina técnica de Derecho Administrativo, en todo proyecto de creación o modificación de normas legales o reglamentarias.

### Dirección de Coordinación Técnica y Administrativa
Titular: 
De esta Dirección depende la Mesa de Entradas, Salidas y Archivo, el servicio bibliotecario y a través de Internet, la puesta a disposición y comunicación de información jurídica, legislativa, doctrinaria y jurisprudencial.

### Dirección Nacional de Sumarios e Investigaciones Administrativas
Titular: 
Subdirector: 
La Dirección Nacional de Sumarios e Investigaciones Administrativas, tiene a su cargo sustanciar los sumarios administrativos disciplinarios que involucran a los agentes de la máxima categoría de la Administración Pública Nacional que revisten con categoría A y B, y ejerzan funciones ejecutivas conforme con los procedimientos de selección establecidos al efecto.

### Dirección Nacional de la Escuela del Cuerpo de Abogados del Estado
Titular: 
La ECAE desde su fundación en 1994 tiene como función capacitar en los conocimientos, tecnologías y principios requeridos para elevar los niveles de desempeño de la función pública.

### Dirección Nacional de Asuntos y Controversias Internacionales
Ttular:  
La Dirección Nacional de Asuntos y Controversias Internacionales asiste al Procurador del Tesoro de la Nación en el planeamiento, organización, supervisión y ejecución de la estrategia de defensa de los intereses de la República Argentina en causas que tramiten ante tribunales judiciales o arbitrales, extranjeros o internacionales, y participa en la representación de la República Argentina ante dichos tribunales.